# Kuri-Gol (Sabalan)
Kuri-Gol (perz. قوریگل) je sezonsko jezero u Ardabilskoj pokrajini na sjeverozapadu Irana, oko 20 km zapadno od Sareina odnosno 40 km od Ardabila. Smješteno je na južnim obroncima Sabalana na nadmorskoj visini od 2808 m i jedno je od osam prirodnih jezera na vulkanskoj planini, dok ostala uključuju Atgoli, ardabilski Kara-Gol, sarapski Kara-Gol, Kizil-Bare-Goli, Kizil-Gol, Sari-Gol i kratersko Sabalansko jezero. Kuri-Gol ima površinu do 0,5 ha, dubinu do 2,0 m i zapremninu do 5000 m³. Elipsastog je oblika i proteže se duljinom od 90 m u smjeru istok−zapad odnosno širinom od 70 m. Jezero se vodom opskrbljuje prvenstveno pomoću sjevernih planinskih pritoka koji nastaju proljetnim otapanjem snijega, a otječe prema zapadu pritokom Baleklu-Čaja koji pripada kaspijskom slijevu. Najbliže naselje koje gravitira jezeru je Sanguklu, selo udaljeno 4,0 km prema jugozapadu.

## Poveznice
- Zemljopis Irana
- Popis iranskih jezera